# 圣道会
圣道会（Evangel Mission，EvM）是美国的一个传教差会，总部加州奥克兰。
1904年，圣道会派遣毕贤荣夫妇来华传教，驻广东肇庆，为该会在华唯一的传教站。1917年，圣道会在广东肇庆有西教士5人，受餐信徒167人。1919年，圣道会在广东肇庆有西教士6人，受餐信徒189人。1934年，圣道会在广东高要有西教士3人。